# 王石發
王石發（1905年—1987年），字松雲、太原，臺灣臺南市佳里人，臺灣剪黏匠師:57。師承自何金龍，而後將技藝傳給兒子王保原。

## 生平
王石發出生於明治卅八年（1905年），幼時讀過漢文，但未曾正式入學。從小便對繪畫有興趣，大正十一年（1922年）學習彩繪。他常與年齡相近的朋友黃銅水切磋技藝。
昭和三年（1928年）參與佳里金唐殿油彩工作時，見到了剪黏匠師何金龍，心生仰慕想向其拜師。但何金龍認為他是日本人，不肯收徒。直到某次要過農曆年時，何金龍開玩笑地說如果王石發跟他返鄉的話就收他為徒，結果王石發真的跟何金龍走，離開臺灣學藝。而在這時，王石發長子王保原還是只有幾個月大的嬰兒:29。
昭和十六、十七年（1941年、1942年）左右，王石發返回臺灣居住:29。由於此時臺灣社會受到「鋤佛運動」、「寺廟整理運動」、「正廳改善運動」的影響，缺乏廟宇工作，因此王石發在祖厝經營起「日勝製果店」，販售麻糬、餅乾等物:29。據說北門區製果會社曾打算請王石發當廠長，但因王石發身體不佳而拒絕:29。昭和十九年（1944年），因為王石發經常胃痛，「日勝製果店」停止營業，家中經濟狀況因而變差:29。昭和二十年（1895年），王石發家中有農貸800多圓和其他欠款，長子王保原作為飛機修理工的遣散費1600圓在還清家中欠款時只剩下200多圓:29。
二次大戰剛結束後，因社會經濟不好，在長子王保原建議下，一起在民國35年（1946年）到臺東卑南初鹿的班鳩地區，種植地瓜、花生等作物。過了一年後，因家中經濟好轉，便將其他親人也接到臺東。但因為其他人住不習慣，僅在臺東待了二年又回到佳里。而在這段時期，王石發在某次前往臺東天后宮拜拜求神時，發現師傅何金龍的壁畫作品受損，之後自行購買墨汁替廟方重繪牆上畫作:31。廟公發現其筆觸與原作相似，詢問之下知道王石發是何金龍徒弟後，恰好臺東天后宮要重修，遂請王石發接下該廟的油彩工作:31。王石發自此重新開始中斷數年的廟宇工作。
而在返回臺南佳里後，先後接了下營茅港尾觀音寺和六甲赤山龍湖巖的油彩工作。民國45年（1956年）接了佳里金唐殿整修工作後，才又接觸到剪黏的工作。而在完成金唐殿的工作後，其子王保原已能獨當一面，遂改由王保原對外接洽工作，但實際多為父子合作。直到民國54年（1965年），王石發退休不再製作剪黏。

## 家族
王石發是其家族開基祖來臺後的第四代，據說其開基祖17歲時從福建來臺，原住在蕭壠開染坊，後來輾轉到王得祿家中當管家。父親名為王鬧典，母親是陳氏，有個弟弟王石榴。
妻子楊玉，兩人在八歲時就訂親，彼此之間育有四男一女。兒子依序是王保原、王振宗、王全祿、王名立:30。